# Lijst van voetbalinterlands Oeganda - Soedan
Deze lijst van voetbalinterlands is een overzicht van alle officiële voetbalwedstrijden tussen de nationale teams van Oeganda en Soedan. De landen hebben tot op heden 25 keer tegen elkaar gespeeld. De eerste ontmoeting, een wedstrijd tijdens de CECAFA Cup 1981, vond plaats op 15 november 1981 in Dodoma (Tanzania). Het laatste duel, een vriendschappelijke wedstrijd, werd gespeeld in Jemmal (Tunesië) op 3 januari 2023.

## Wedstrijden
| №  | Plaats      | Datum            | Competitie                                        | Wedstrijd        | Uitslag |
| -- | ----------- | ---------------- | ------------------------------------------------- | ---------------- | ------- |
| 1  | Dodoma      | 15 november 1981 | CECAFA Cup 1981                                   | Oeganda − Soedan | 2 − 2   |
| 2  | Nairobi     | 14 november 1983 | CECAFA Cup 1983                                   | Oeganda − Soedan | 2 − 1   |
| 3  | Zanzibar    | 14 december 1990 | CECAFA Cup 1990                                   | Oeganda − Soedan | 2 − 2   |
| 4  | Zanzibar    | 20 december 1990 | CECAFA Cup 1990                                   | Oeganda − Soedan | 2 − 0   |
| 5  | Kampala     | 27 november 1991 | CECAFA Cup 1991                                   | Oeganda − Soedan | 2 − 0   |
| 6  | Kampala     | 7 december 1991  | CECAFA Cup 1991                                   | Oeganda − Soedan | 3 − 1   |
| 7  | Khartoem    | 10 april 1993    | Afrika Cup 1994 kwalificatie                      | Soedan − Oeganda | 1 − 1   |
| 8  | Kampala     | 24 juli 1993     | Afrika Cup 1994 kwalificatie                      | Oeganda − Soedan | 1 − 0   |
| 9  | Omdurman    | 7 januari 1995   | Afrika Cup 1996 kwalificatie                      | Soedan − Oeganda | 3 − 1   |
| 10 | Kampala     | 15 juli 1995     | Afrika Cup 1996 kwalificatie                      | Oeganda − Soedan | 2 − 0   |
| 11 | Khartoem    | 17 november 1996 | CECAFA Cup 1996                                   | Soedan − Oeganda | 1 − 1   |
| 12 | Khartoem    | 28 juli 2002     | Vriendschappelijk                                 | Soedan − Oeganda | 2 − 0   |
| 13 | Kampala     | 21 mei 2003      | Vriendschappelijk                                 | Oeganda − Soedan | 0 − 0   |
| 14 | Khartoem    | 8 december 2003  | CECAFA Cup 2003                                   | Soedan − Oeganda | 0 − 0   |
| 15 | Khartoem    | 22 mei 2004      | Vriendschappelijk                                 | Soedan − Oeganda | 2 − 1   |
| 16 | Addis Abeba | 14 december 2004 | CECAFA Cup 2004                                   | Soedan − Oeganda | 2 − 1   |
| 17 | Kigali      | 3 december 2005  | CECAFA Cup 2005                                   | Oeganda − Soedan | 3 − 0   |
| 18 | Addis Abeba | 27 november 2006 | CECAFA Cup 2006                                   | Oeganda − Soedan | 2 − 1   |
| 19 | Addis Abeba | 8 december 2006  | CECAFA Cup 2006                                   | Soedan − Oeganda | 2 − 2   |
| 20 | Khartoem    | 7 maart 2009     | Vriendschappelijk                                 | Soedan − Oeganda | 0 − 2   |
| 21 | Marrakesh   | 13 november 2011 | Vriendschappelijk                                 | Soedan − Oeganda | 0 − 0   |
| 22 | Nakuru      | 5 december 2013  | CECAFA Cup 2013                                   | Oeganda − Soedan | 1 − 0   |
| 23 | Kampala     | 17 oktober 2015  | African Championship of Nations 2016 kwalificatie | Oeganda − Soedan | 2 − 0   |
| 24 | Khartoem    | 25 oktober 2015  | African Championship of Nations 2016 kwalificatie | Soedan − Oeganda | 0 − 2   |
| 25 | Jemmal      | 3 januari 2023   | Vriendschappelijk                                 | Oeganda − Soedan | 2 − 2   |

## Samenvatting
| Competitie                                   | Totaal gespeeld | Winst Oeganda | Gelijk | Winst Soedan | Doelsaldo Oeganda – Soedan |
| -------------------------------------------- | --------------- | ------------- | ------ | ------------ | -------------------------- |
| Afrika Cup-kwalificatie                      | 4               | 2             | 1      | 1            | 5 − 4                      |
| African Championship of Nations-kwalificatie | 2               | 2             | 0      | 0            | 4 − 0                      |
| CECAFA Cup                                   | 13              | 7             | 5      | 1            | 23 − 12                    |
| Vriendschappelijk                            | 6               | 1             | 3      | 2            | 5 − 6                      |
| Totaal                                       | 25              | 12            | 9      | 4            | 37 − 22                    |

FUFA · 
A-internationals · 
Oegandees vrouwenelftal
Algerije ·
Angola ·
Bahrein ·
Benin ·
Botswana ·
Burkina Faso ·
Burundi ·
Centraal-Afrikaanse Republiek ·
Comoren ·
Congo-Brazzaville ·
Congo-Kinshasa ·
Djibouti ·
Ecuador ·
Egypte ·
Eritrea ·
Ethiopië ·
Gabon ·
Gambia ·
Ghana ·
Guinee ·
Guinee-Bissau ·
IJsland ·
Irak ·
Iran ·
Ivoorkust ·
Jemen ·
Kaapverdië ·
Kameroen ·
Kenia ·
Koeweit ·
Lesotho ·
Libanon ·
Liberia ·
Libië ·
Madagaskar ·
Malawi ·
Mali ·
Marokko ·
Mauritanië ·
Mauritius ·
Moldavië ·
Mozambique ·
Namibië ·
Niger ·
Nigeria ·
Oezbekistan ·
Rwanda ·
Saoedi-Arabië ·
Sao Tomé en Principe ·
Senegal ·
Seychellen ·
Slowakije · 
Soedan ·
Somalië ·
Tadzjikistan ·
Tanzania ·
Togo ·
Tsjaad ·
Tunesië ·
Turkmenistan ·
Zambia ·
Zimbabwe ·
Zuid-Afrika ·
Zuid-Soedan
SFA ·
Bondscoaches ·
Topscorers ·
Soedanees vrouwenelftal
1956 · 
1957 · 
1958 · 
1959 · 
1960 · 
1961 · 
1962 · 
1963 · 
1964 · 
1965 · 
1966 · 
1967 · 
1968 · 
1969 · 
1970 · 
1971 · 
1972 · 
1973 · 
1974 · 
1975 · 
1976 · 
1977 · 
1978 · 
1979 · 
1980 · 
1981 · 
1982 · 
1983 · 
1984 · 
1985 · 
1986 · 
1987 · 
1988 · 
1989 · 
1990 · 
1991 · 
1992 · 
1993 · 
1994 · 
1995 · 
1996 · 
1997 · 
1998 · 
1999 · 
2000 · 
2001 · 
2002 · 
2003 · 
2004 · 
2005 · 
2006 · 
2007 · 
2008 · 
2009 · 
2010 · 
2011 · 
2012 · 
2013 · 
2014 ·
2015 ·
2016 ·
2017 ·
2018 ·
2019 ·
2020 ·
2021
Algerije ·
Angola ·
Bahrein ·
Bangladesh ·
Benin ·
Burkina Faso ·
Burundi ·
Centraal-Afrikaanse Republiek ·
China ·
Congo-Brazzaville ·
Congo-Kinshasa ·
Djibouti ·
Egypte ·
Equatoriaal-Guinea ·
Eritrea ·
Ethiopië ·
Gabon ·
Ghana ·
Guinee ·
Guinee-Bissau ·
Irak ·
Ivoorkust ·
Jemen ·
Jordanië ·
Kameroen ·
Kenia ·
Koeweit ·
Lesotho ·
Libanon ·
Liberia ·
Libië ·
Madagaskar ·
Malawi ·
Mali ·
Marokko ·
Mauritanië ·
Mauritius ·
Mozambique ·
Nieuw-Zeeland ·
Niger ·
Nigeria ·
Oeganda ·
Oman ·
Palestina ·
Qatar ·
Rwanda ·
Saoedi-Arabië ·
Sao Tomé en Principe ·
Senegal ·
Seychellen ·
Sierra Leone ·
Somalië ·
Sri Lanka ·
Swaziland ·
Syrië ·
Tanzania ·
Togo ·
Tsjaad ·
Tunesië ·
Verenigde Arabische Emiraten ·
Zambia ·
Zimbabwe ·
Zuid-Afrika ·
Zuid-Korea ·
Zuid-Soedan